# ŻubrOFFka
Międzynarodowy Festiwal Filmów Krótkometrażowych „ŻUBROFFKA” – festiwal krótkich filmów niezależnych, amatorskich i studenckich organizowany w Białymstoku od 2006 roku przez Białostocki Ośrodek Kultury, służący popularyzacji kina niezależnego.

## ŻUBROFFKA 2007
Nagrodzone filmy:
- I miejsce – Teddy Nightmare Mateusza Staniszewa;
- II miejsce – Do naprawy Dariusza Gackowskiego;
- III miejsce – Próba marzeń Jakuba Kossakowskiego;

Dwa wyróżnienia:
- Dubiecko Magdy Gajdek;
- Drzewo Michała Mroza[1];

## ŻUBROFFKA 2008
Nagrodzone filmy:
- Grand Prix Festiwalu – Nagroda Dyrektora BOK – Czego nie wie nikt, reż. Maciej Prykowski 23';
- Nagroda w konkursie międzynarodowym „Okno Na Wschód” – Grodno. District-New World, reż. Mickiewicz Paweł, Białoruś 14'07";
- Nagrody w konkursie amatorskim: 
  - I Nagroda – Raz Dwa Trzy, reż. Aleksandra Ząb 26';
  - II Nagroda – Domofonia, reż. Ludwik Lis 4'26";
  - III Nagroda – Pętla, reż. Defekt Masy 16'20";
- Nagrody w konkursie studenckim: 
  - I Nagroda – Wszystkie dni, reż. Krzysztof Kasior Pasikowski 18';
  - II Nagroda – Pralnia, reż. Michał Dąbal 13'32";
  - III Nagroda – Ostatnia podróż profesora Igreaka, reż. Tomasz Pawlak 5'29";
- Nagroda Publiczności: Radioakcja, reż. Tomasz Jurkiewicz 27'

Trzy wyróżnienia:
- 7109 km, reż. Marcin Filipowicz 20';
- Śpij, reż. Łukasz Dębski 6';
- Sówka imprezówka – abrakadabra, reż. Mariusz Szulc 2'09";

## ŻUBROFFKA 2010
Jury 5 Międzynarodowego Festiwalu Filmów Krótkometrażowych ŻUBROFFKA w składzie: Kornel Miglus – przewodniczący jury, Magdalena Mikołajczyk, Jerzy Kalina, Kai von Westerman po obejrzeniu 67 filmów w 5 kategoriach przyznało jednogłośnie Grand Prix Festiwalu filmowi Babie Lalo w reżyserii Macieja Cendrowskiego. Babie Lato pokazuje w autentyczny, nieefekciarski i estetycznie konsekwentny sposób fragment rzeczywistości i daje nam poczucie tego, co chcemy nazwać kinem. Jednocześnie Babie Lato to mądra i niepozbawiona dowcipu opowieść o tym jak trudne jest dojrzewanie.
Za najlepszą fabułę festiwalu Jury wybrało film Przemka Filipowicza – Pan Od Historii. Pan Od Historii opowiada o tym jak nie łatwo być dorosłym, a reżyserowi udało się wykreować autentycznego bohatera bez ośmieszania jego słabości i bez posiłkowania się w decydujących momentach dramaturgicznymi kliszami.
Za najlepszy film dokumentalny jurorzy uznali film Do Dna w reżyserii Macieja Głowińskiego. Film ten porusza nie tylko ważny społecznie problem tragedii alkoholika, ale i pokazuje jednocześnie bohatera, który dosłownie staje na głowie i chodzi na rękach aby poradzić sobie z nałogiem.
W kategorii animacji nagrodę ufundowaną przez studio Platige Image przyznano filmowi Lighthouse. Autorka filmu Velislawa Gospodinowa we wzruszający sposób pokazała, że nigdy nie poznamy do końca konsekwencji naszych wyborów.
Konkurs Międzynarodowy „Okno Na Wschód”:
- I Nagroda film Sea Of Desires reż. Shota Gamisonia;
- II Nagroda film Heritage reż. Fariz Ahmedov;
- III Nagroda film Miniatures reż. Evgeny Sysoev;

Konkurs Międzynarodowy „Cały Ten Świat”:
- I Nagroda film La Vida Que Me Queda reż. Hugo Martin Cuervo;
- II Nagroda film Artalde reż. Asier Altuna;
- III Nagroda film Left Right reż. Stavros Raptis & Argyris Germanidis;

Konkurs Polski „Amatorzy”:
- I Nagroda film Ja, Człowiek W Kapeluszu I Mój Brat reż. Michał Łukowicz;
- II Nagroda film Apostata reż. Bartek Tryzna;
- III Nagroda film Spowity reż. Mateusz Placek;

Konkurs Polski „Studenci”:
- I Nagroda za film Wycieczka reż. Bartosz Kruhlik;
- II Nagroda film Mc. Człowiek Z Winylu reż. Bartosz Warwas;
- III Nagroda film Http:// reż. Bartosz Kruhlik;

Konkurs Polski „Niezależni”:
- I Nagroda film Pomału reż. Tomasz Wolski;
- II Nagroda film Love And Shadow reż. Dorota Zglobicka;
- III Nagroda film Teza reż. Tomasz Cechowski;

Nagroda Publiczności „Dziki Żubr”: 
- film Do Dna reż. Maciej Głowiński.